# Maldivas en los Juegos Paralímpicos de Tokio 2020
Maldivas estuvo representada en los Juegos Paralímpicos de Tokio 2020 por dos deportistas, un hombre y una mujer. El equipo paralímpico maldivo no obtuvo ninguna medalla en estos Juegos.